# Daniel McCormick (judoka)
Jeffrey Daniel "Dan" McCormick (ur. 30 maja 1986) – amerykański judoka. Olimpijczyk z Pekinu 2008, gdzie zajął dziewiąte miejsce w wadze ciężkiej.
Uczestnik mistrzostw świata w 2009 i 2010. Startował w Pucharze Świata w latach 2007, 2009–2011. Brązowy medalista mistrzostw panamerykańskich w 2008 i 2010 roku.

## Letnie Igrzyska Olimpijskie 2008
| Konkurencja | Rundy eliminacyjne     | Rundy eliminacyjne        | Repasaże                 | Repasaże                | Klas. końcowa |
| Konkurencja | 1/32                   | 1/16                      | Przeciwnik I             | Przeciwnik II           | Miejsce       |
| ----------- | ---------------------- | ------------------------- | ------------------------ | ----------------------- | ------------- |
| +100 kg     | Djegui Bathily (SEN) Z | Lasza Gudżedżiani (GEO) P | Ricardo Blas Jr. (GUM) Z | Mohammad Rudaki (IRI) P | 9.            |